# José Antonio Pérez-Rioja
José Antonio Pérez-Rioja (Granada, 1917-Soria, 2011) fue un historiador, bibliotecario, helenista, académico y escritor español.

## Biografía
Nacido en Granada el 16 de febrero de 1917, trató temas relacionados con la educación. Entre sus publicaciones se encontraron las tituladas Diccionario de símbolos y mitos (1962), El helenista Ranz de Romanillos y la España de su tiempo, Estilística, comentario de textos y redacción (1967), El «Diario de Cádiz» 1867-1967 (1968), Guía histórica de Soria y su provincia (1970), Panorámica histórica y actualidad de la lectura (1986) y La literatura española en su geografía. Presidió el Centro de Estudios Sorianos y compiló una antología de la revista Recuerdo de Soria.  El 30 de junio de 1970 fue nombrado miembro correspondiente en Soria de la Real Academia de Bellas Artes de San Fernando.  Falleció el 28 de febrero de 2011 en Soria y fue enterrado en el cementerio del Espino.